# Globba radicalis
Globba radicalis är en enhjärtbladig växtart som beskrevs av William Roxburgh. Globba radicalis ingår i släktet Globba och familjen Zingiberaceae. Inga underarter finns listade i Catalogue of Life.